# Le Comptoir Irlandais
Le Comptoir Irlandais est une entreprise française de distribution de produits irlandais, écossais, anglais, celtes et bretons créée en 1987, à Brest dans le Finistère (Bretagne) par la société brestoise Fourniership, spécialisée dans l’avitaillement de navires.

## Présentation
Le Comptoir Irlandais compte 45 boutiques en France et fait partie des 500 entreprises les plus importantes du Finistère. La société fait partie des entreprises qui participent à la marque « Tout commence en Finistère » initiée par le conseil général du département.
Le siège administratif de l’entreprise se situe à Plouédern au 16, rue des Glénan, ZI de Saint Éloi, Code Postal 29800.
Le Comptoir Irlandais est un distributeur spécialisé avec 6.000 références réparties en quatre familles de produits : la boisson (whisky,gin,rhum,bière), l’épicerie, le textile et les cadeaux,. L’enseigne se positionne comme un expert en France à la fois du whisky avec plus de 800 références et 90.000 bouteilles en stock et également des spécialités irlandaises et anglo-saxonnes.

## Historique
L'entreprise est née en 1987 avec la conversion d’une épicerie traditionnelle appartenant à la société Fourniership et située sur le port de Brest. Le succès commercial du concept permet une croissance rapide du Comptoir Irlandais et l’ouverture de nouveaux magasins.
Le deuxième magasin de l’enseigne ouvre en 1989 à Quimper. Il est suivi par l’ouverture de deux magasins en 1990 à Nantes et Rennes.
En 1991, le Comptoir Irlandais se dote d’un siège social et d’un entrepôt à Morlaix. L’entreprise devient une société anonyme en 1992. Pour répondre à sa croissance, la Centrale d’achats est déplacée en 1996 à Plouédern près de Landerneau pour s’installer dans 2 500 m² d’entrepôts.
En 2000, Jacques Omnès devient actionnaire majoritaire de la holding Parc Import et prend la direction de l'enseigne jusqu'à la fin de l'année 2012.
En 2011, Hervé Taloc alors directeur commercial et du développement, reprend l’enseigne avec deux autres cadres de l’entreprise, François-Pierre Loizeau et Laurent Michot. Ils œuvrent au rajeunissement des équipes, des produits et du concept, dans le respect de sa typicité.
En 2014, l'enseigne lance sa boutique en ligne à destination de la France et de l'Europe, dont l’activité représente celle d’un magasin à part entière.
En 2016, la société compte 32 magasins en propre et treize concessions. Cette même année, le siège s’agrandit à Plouédern (Finistère) et sa capacité de stockage passe à 5.000 m².
Entre 2012 et 2017, l’entreprise a investi plus de 4M€ dans la rénovation de son entrepôt et magasins.
En 2017, l’enseigne a fêté ses 30 ans et compte continuer son développement en élargissant son réseau de boutiques, développant son offre sur le Web et a pour projet de créer une distillerie en Bretagne.
En 2018, Le Comptoir Irlandais vise l’ouverture de 100 magasins dans l’hexagone.
Le Capital (magazine), dans son numéro d’avril 2018, a classé Le Comptoir Irlandais en 2e position des meilleurs sites de commerce en ligne en France en 2018 dans la catégorie épicerie fine et traiteur. Les résultats permettent de sélectionner les sites marchands offrant la meilleure expérience d’achat.

### Identité visuelle (logo)

1er logo des magasins Le Comptoir Irlandais
2e logo des magasins Le Comptoir Irlandais
Nouveau logo du Comptoir Irlandais depuis 2010

## Concept
Le Comptoir Irlandais est un concept de magasin, proposant des produits d’Irlande, d’Écosse, d’Angleterre et d’autres régions celtes,. L'enseigne possède plus de 6000 références produits provenant de près de 200 fournisseurs.

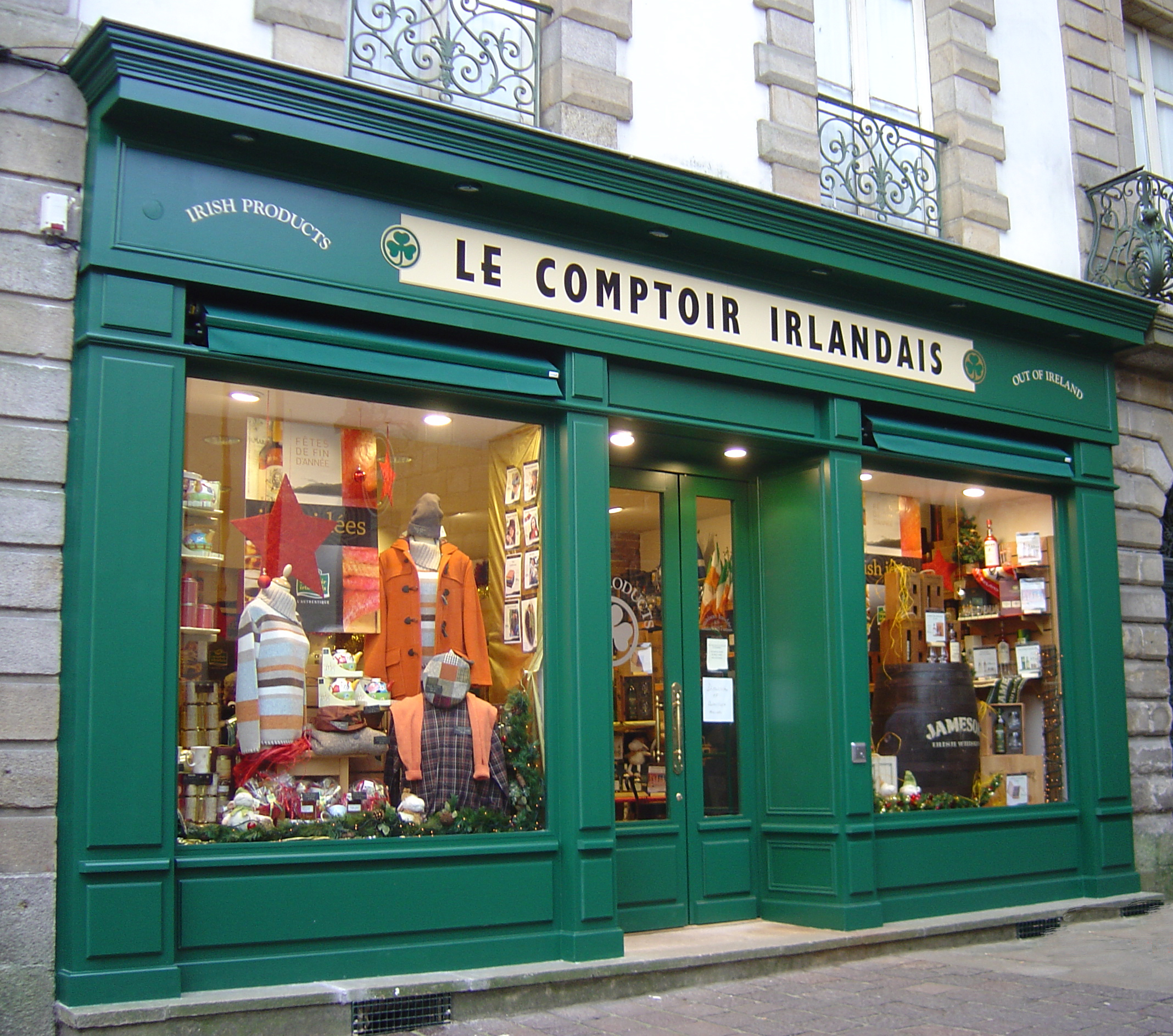
Ancienne devanture des magasins
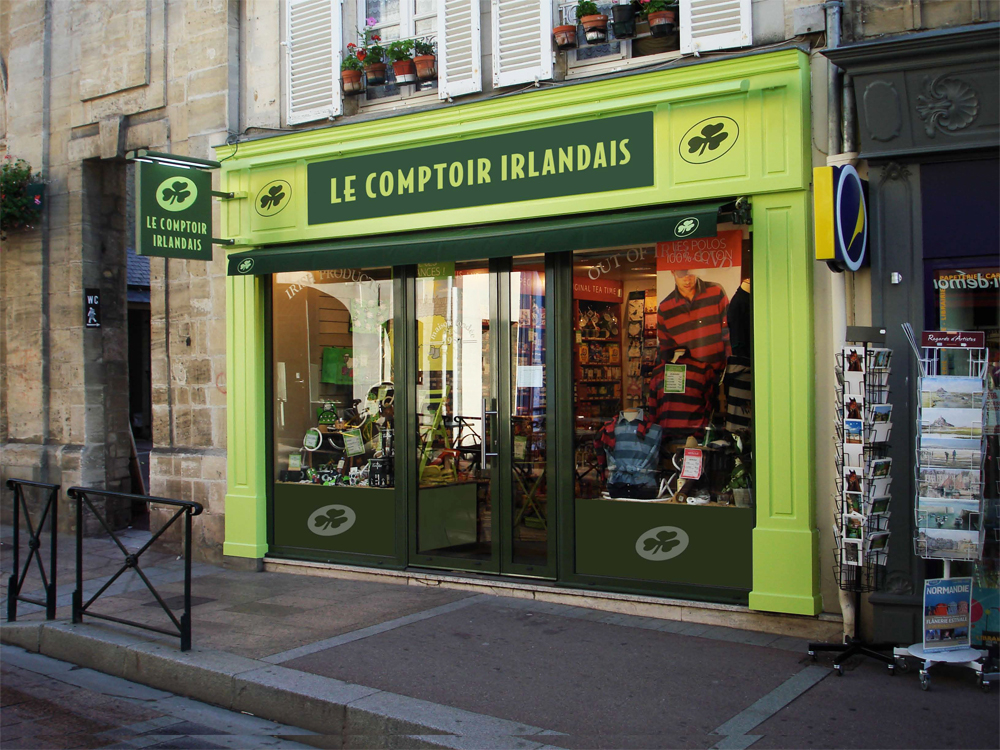
devanture des magasins depuis 2008